# Pyura spinifera
El tulipán marino (Pyura spinifera) es una especie de ascidia sésil que vive en aguas costeras a profundidades de hasta 80 m (260 pies). Como ocurre con casi todas las demás ascidias, los tulipanes marinos se alimentan por filtración.
El nombre común proviene de la apariencia del organismo: la de un bulbo o flor nudoso adherido a un tallo largo. Los tulipanes marinos vienen en una variedad de colores, que incluyen blanco, rosa, amarillo, naranja y morado. La coloración de los tulipanes marinos depende de su asociación con una esponja simbiótica que cubre su superficie.